# Ногайская Орда
Нога́йская Орда́ (Мангытский юрт) — ногайское государственное образование, появившееся в результате распада Золотой Орды, в междуречье Волги и Урала в конце XIV — начале XV веков. Окончательно сформировалось в 40-х годах XV столетия (к 1440 году), распалось в результате междоусобиц и внешнего давления в первой половине XVII века.
Ногайская Орда находилась на юге России и северо-западе современного Казахстана. Ядро территории составляли степи между Волгой и Яиком (Уралом). На востоке ногаи кочевали по левобережью Яика, на юго-востоке их кочевья доходили до Южного Приаралья, на юге — до центрального Восточного Прикаспия, на западе — до Астраханского ханства, на северо-западе до Казанского ханства, на северо-востоке — до Западно-Сибирской низменности. Государственной религией являлся ислам ханафитского мазхаба.  
По данным Сикалиева в начале XV века всех ногайцев насчитывалось не меньше 4 миллионов человек. Согласно рапорту пристава Ейского укрепления Лешкевича И. Ф., представленного им ростовскому обер-коменданту генерал-майору С. Г. Гурьеву, на август 1774 г. ногайцев в Кубанском крае оценочно было 1 200 000 человек.

## Образование государства
Важную роль в создании и упрочении Ногайской орды сыграл темник Золотой Орды Едигей. Сам выходец из племени мангут (мангыт), Эдиге (Едигей) с 1392 года стал улубеем мангытов. 
В 1390-х годах Едигей вёл войны с Тохтамыш-ханом, во-первых, за господство в Золотой Орде, во-вторых, в целях укрепления власти Мангытского юрта над соседними владениями, расширения его границ. Будучи темником, Едигей, не имевший права на ханский титул, в течение 15 лет (1396—1411) являлся фактическим правителем Золотой Орды.
С 1412 года Мангытской ордой правили потомки Едигея. В это время сам Едигей принимал активное участие в междоусобной борьбе ханских наследников за золотоордынский престол, в ходе которой, примкнув к одному из них, потомку Чингиз-хана, Чокре-оглану Едигей стал его беклярбеком. 
После победы в 1414 году над занявшим (в том же году) золотоордынский трон Кепек-ханом и изгнания его из столицы Сарая Едигей стал беклярбеком (или великим эмиром) Золотой Орды, и оставался им до своей смерти в 1419 году.
При правлении Едигея произошло постепенное обособление Мангытской орды и превращение её земель в независимое феодальное владение. Владения Мангытской Орды расширились до Западно-Сибирской низменности. Именно сюда бежал и там умер Тохтамыш-хан, на этой земле племя тайбуга признало над собой власть Едигея.
Окончательно Ногайская Орда как независимое государство сформировалась в 40-х годах XV столетия (к 1440 году) в связи с распадом Улуса Орда-Эджена — вассального государства восточного крыла Золотой Орды. В это время в связи с расширением владений и подчинением целого ряда племён стала формироваться и ногайская народность.

## Столица Ногайской Орды
Политическим центром Ногайской Орды был город Сарайчик на реке Яик (Нижний Урал).
Город был основан в XIII веке. В период существования государства Золотая Орда через Сарайчик проходили оживлённые торговые пути из Крыма и с Кавказа в Каракорум и Китай. XIII—XIV века были периодом расцвета города, но в XV веке Сарайчик был разрушен войсками Тамерлана, а жители, в основном, перебиты. Лишь став столицей Ногайской орды, город вновь начал возрождаться. Также, в Сарайчике были похоронены некоторые ханы Золотой и правители Ногайской Орды.

## История Орды

### Ранние годы
Судя по письменным источникам, ногаи в середине XV века доходили до среднего течения Сырдарьи, захватывали укреплённые города. Например, в 1446 году мангыт Окас-бий был правителем города Узгент на левобережье Сырдарьи. Важную роль в политической жизни Восточного Дешт-и-Кыпчака в XV веке играли потомки Едигея — Муса-бий и Ямгурчи-бий.
В 1496 состоялся сибиро-ногайский поход на Казань.
В начале XVI века вследствие постоянных междоусобиц в Ногайской орде начался упадок. Власть биев сильно ослабела. В 1520 году казахский хан Касым взял Сарайчик, столицу Ногайской Орды.
В 1534 году Великим княжеством Московским в Орду направлен послом Данила Губин, который доставил сведения об окрестных землях Ивану Грозному.
В первой половине 1550-х годов в результате трёхлетней засухи и гололедицы зимой пал весь скот, в среде ногаев началась междоусобная борьба, следом пришла эпидемия чумы, до 40—50 % населения вымерло, и ногаи стали откочёвывать на Северный Кавказ.
В 1546 году 10-тысячное ногайское войско под командованием Али-мирзы выступило в поход на Крымское ханство, чтобы отомстить за захват Астрахани крымским ханом Сахиб Гераем. В крупном и ожесточённом сражении в окрестностях Перекопа крымцы полностью окружили и наголову разгромили ногайцев, используя огонь мушкетёров и артиллеристов, бой решается сабельной рубкой. Сахиб Герай приказал убить многих пленных ногайцев.
В середине XVI века Ногайскую Орду постигла катастрофа. Начались внутренние междоусобицы из-за разной политической ориентации улусов, что постепенно привело к распаду Ногайской Орды на Большую и Малую и другие части.
Так, в 1555 году на Эмбе образовалась отдельная Алтыульская Орда (Алтыулский улус), кочевавшая в междуречье Яика, Эмбы и Сырдарьи. В 1556 году в орде отмечен голод.

### Большая Ногайская Орда

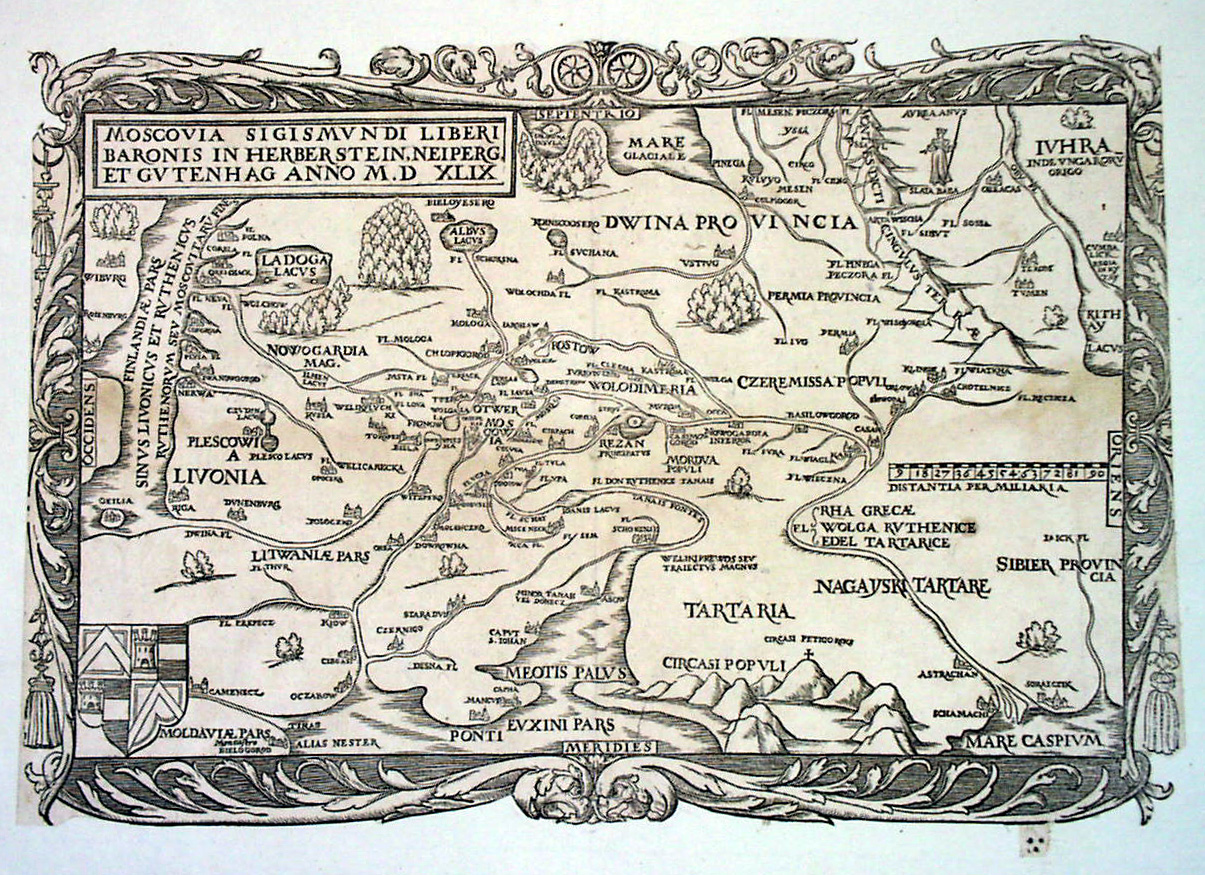
Карта Московии, опубликованная Герберштейном в 1549 году

В 1557 году бей Ногайской Орды Исмаил признал себя вассалом Ивана Грозного. В связи с этим Ногайская Орда разделилась на Большую Ногайскую Орду (Большие Ногаи), оставшуюся в Степном Заволжье, и на не пожелавшую признать московский сюзеренитет Малую Ногайскую Орду (Малые Ногаи, Казыев улус, или Кубанская Орда), откочевавшую под руководством Кази-мирзы на запад в Приазовье и на Кубань.
Однако дипломат Священной Римской империи Сигизмунд фон Герберштейн на своей карте Московии, опубликованной ещё в 1549 году, помещает ногайских татар (Nagayske Tartare) в низовьях Волги по обоим берегам (см. правый нижний край карты).
В 1577 году столица Орды Сарайчик была взята русским войском князя Серебряного. Конец Орде как самостоятельному образованию положили бесконечные внутренние смуты. Трепавлов В. В. выделяет три Смуты и агонию Орды. Естественно, наступившей слабостью государства не преминули воспользоваться соперники Ногайской Орды.
В 1578 году бием Орды становится Урус. 
Убедившись в нежелании Ивана IV видеть в нем равноправного партнера, Урус решился на свертывание отношений с Россией и нагнетание враждебности.
Уже летом 1580 года ногайские 
отряды вместе с Малыми Ногаями и крымскими ногаями (дивеевцами) со
вершили ряд нападений на «украйны». Интриги Уруса распространялись и на Среднее Поволжье, где он в 1580 году безуспешно пытался поднять на царя черемисов.
С целью защиты от ногайских набегов и экспансии на восток на главных переправах Волги были воздвигнуты города Самара, Царицын и Саратов.
После смерти Бия Иштерека и кековата Ногайской Орды в 1618 году она полностью ослабевает. К 1620 годам она полностью распадается и перестаёт быть централизованным государством. К приходу калмыков численность ногаев за Волгой не превышала 80 тысяч. Из них только 10 тысяч были во власти бия, и 30 тысяч — во власти Нурадина.
В 1628—1630 годах калмыки во главе с Хо-Урлюком напали на Большую Ногайскую Орду и заняли междуречье Волги и Яика.
В 1634 году калмыки вновь напали на Большую Ногайскую Орду и разгромили её. Остатки Больших ногаев в 1632—1634 годах были вынуждены перебраться на правобережье Волги и кочевать с Малой Ногайской ордой.
В неравной войне с калмыками и казаками ногайцам пришлось оставить свои заволжские кочевья и полностью уйти на Кавказ.

## Вооружённые силы
Поскольку почти все население орды было кочевое, то и армия в основном оказалась преимущественно конной. Её основу составляла лёгкая конница, состоявшая из кочевников, годная для дальних походов и засад. Тактика ногайских воинов сводилась к манёвренным и быстрым ударам конницы. Наиболее боеспособными были гвардия ханов Золотой (а затем Большой) Орды, и дружины удельных мурз и биев, вызываемых в случае войны или другой необходимости. Поскольку в Орде не было сильно развитых в ремесленном плане городов, вооружение ввозилось, в основном, из Бухары и Самарканда. Численность войска достигала 300 тыс. человек.

## Хозяйство
Основу хозяйства составляло кочевое скотоводство (лошади, овцы, крупный рогатый скот и верблюды) и транзитная торговля. В то время как население остальных постзолотоордынских государств в основном перешло к оседлому образу жизни, экономика Ногайской Орды по-прежнему носила кочевой характер. На территории этого государства располагался только один город — Сарайчик, который достался ему в наследство от Золотой Орды. Однако, Сарайчик вследствие нескольких захватов волжскими казаками уже потерял своё прежнее значение крупного торгового центра и вскоре перестал играть какую-либо значимую экономическую роль.
Орда делилась на ряд самоуправляющихся улусов, возглавляемых мурзами. Мурзы подчинялись бию, который правил с помощью нурадина. В XVI веке миграция ногайцев на западный берег Волги привела к выделению из Ногайской Орды Малых Ногаев, впоследствии у западных ногайцев высшим титулом стал титул султана.